# Lightjockey
 (décembre 2016).
Lightjockey ou light jockey (éclairagiste) est le titre donné à celui qui s'occupe du système d'éclairage lors d'une soirée, par exemple dans une boîte de nuit, discothèque, ou une soirée privée avec discomobile. 
Le terme est un dérivé de disc jockey (DJ, celui qui jongle avec les disques), lightjockey voulant dire celui qui « jongle » avec les lumières. Il peut être également couplé avec le video jockey (VJ) pour donner LVJ. 
Autre nom plus spécifique au spectacle vivant : pupitreur.

## Rôle
Bien que souvent négligé et peu reconnu, le rôle du lightjockey est très important dans un club discothèque. En effet, en plus de déclencher les effets de lumière durant la soirée, il s'occupe généralement de l'ensemble de la technique : l'entretien des systèmes de sonorisation et d'éclairage voir parfois de la vidéo. Il fait partie le plus souvent du personnel permanent des établissements. Il travaille en étroite collaboration avec le DJ et le DA (Directeur artistique).

## Objectifs
L'objectif principal est de donner une cohérence entre l'ambiance lumineuse et la musique, afin d'orienter les danseurs.
Secondairement, le LJ met en lumière une salle afin de donner une cohérence artistique et décorative à l'endroit où se passe la fête ou le spectacle. Pour le public, c'est offrir un show visuel grandiose tel un grand spectacle, afin de le plonger dans un univers artistique et lui permettre de s'évader. 
Un LJ professionnel est un live artist qui déclenche les effets en direct de manière intuitive alors que dans les établissements qui n'emploient pas de LJ, le DJ a recours à l'automatisation et la programmation. 

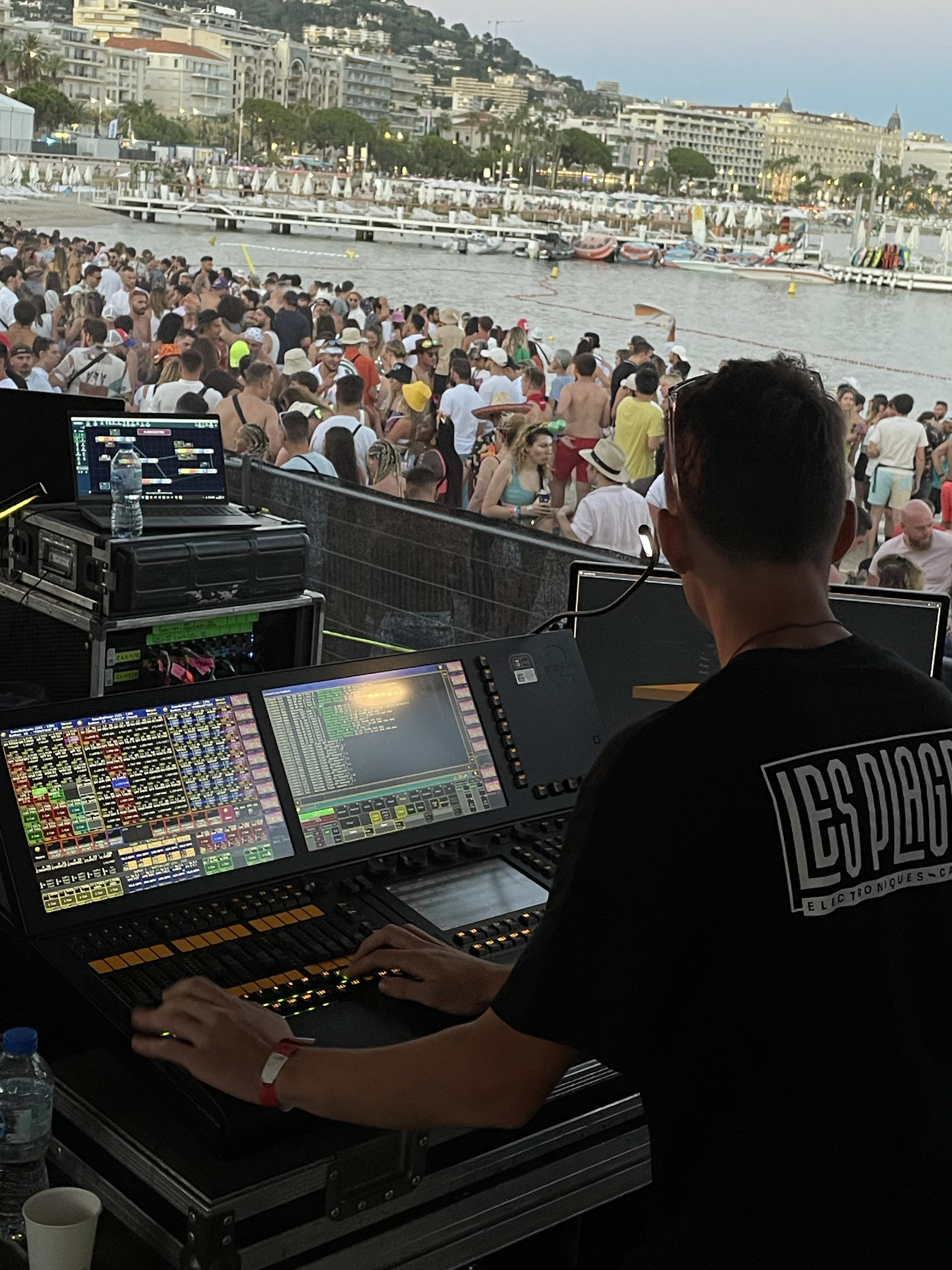

L'intérêt est aussi pour l'exploitant car le public est inconsciemment influencé par l'éclairage. Ainsi, grâce aux différentes ambiances et effets de lumières créés, le LJ est capable de susciter un état psychologique bien précis : l'admiration, l'excitation, l'énergie ou encore le calme. Dans le métier de la conception éclairage, on fait référence à la notion d'inconscient collectif. Certains professionnels pensent même que cela peut influencer les comportements face à la consommation au bar.

## Prérequis
Un bon light jockey se doit de bien connaître les outils avec lesquels il travaille, comme le protocole DMX, le transfert MIDI, les réseaux informatiques, le Wi-Fi, le paramétrage des projecteurs, les consoles d'asservis et les contrôleurs DMX informatisés.
Il doit également avoir une bonne connaissance musicale pour se synchroniser avec le disc jockey et anticiper l'état lumineux correspondant aux morceaux joués. Quelques connaissances théoriques sont également nécessaires : la colorimétrie, l'informatique, et des connaissances en électricité et électronique peuvent être un plus. Le Light Jockey peut être également responsable de la sécurité des installations techniques liées à la lumière (éclairages et structures au dessus du public, accrochages, charges, risque électrique et incendie) de ce fait il peut avoir besoin de certaines habilitations électriques, travail en hauteur, préventionniste incendie, etc.  
Le light jockey est également de plus en plus amené à utiliser la vidéo, et les effets spéciaux (appelés FX, tels que la mousse, la neige, le CO2, les projecteurs de flammes, la pyrotechniques d'intérieur, voire parfois des effets aquatiques) 
Tout comme le disc jockey, faire preuve de talent, d'originalité et d'une certaine maîtrise de son art afin d'offrir aux danseurs une expérience visuelle unique, de ce fait, le light jockey est un artiste à part entière. L'expérience et la formation font souvent la différence. 

## Qualités
Un light jockey doit être rigoureux : la programmation, l'installation des éclairages, le déclenchement des effets au bon moment nécessitent d'être concentré et perfectionniste pour conduire à un rendu professionnel. 
Le light jockey doit avoir du goût, exploiter et développer son esprit artistique pour créer des ambiances lumineuses et des effets cohérents.
Le light jockey doit être dynamique et savoir anticiper tout changement d'état lumineux inopiné, de même il doit être réactif face à une panne et savoir la résoudre rapidement ou trouver des solutions annexes, pour ne pas empêcher le déroulement normal d'une soirée.
Le travail de LJ nécessite d'aimer travailler la nuit et les week-ends, d'aimer la technologie et l'audiovisuel.

## En France
En France, on estime que seulement 10 % des clubs et discothèques disposent réellement d'un poste de light jockey à plein temps dans leur effectif. La présence ou non d'un LJ est en général lié à la taille du club, à la réputation de l'établissement, et à son orientation artistique (passage ou non de DJ célèbres). Dans le reste des cas, c'est le DJ qui s'occupe également de la lumière, en se limitant seulement à quelques effets de couleur et stroboscopiques.
L'Arrivée des technologies telles que l'éclairage LED, les écrans géants LED, le vidéo-mapping, et l'exigence de la clientèle sont autant de facteurs qui favorisent le développement de cette activité, à condition que les salariés soient bien formés.
Parmi les plus célèbres clubs disposant d'un LJ, on peut citer : Le Point De Vue, Le Heat, Le High Club, Le Milk, L'Amnesia, Le VIP, Le Pacha, Le Queen, L'Indigo, Le Petit Salon, mais cette liste est loin d'être exhaustive.

## Métier, salaire et Formations
Le métier de light jockey n'est pas encore reconnu en France à sa juste valeur. Bien souvent, les chefs d'établissement sous-estiment le rôle du light jockey qui pourtant apporte à un club, une valeur ajoutée importante et essentielle dans un monde où l'image et le numérique sont partout.
On évalue le nombre de LJ en France à moins d'une centaine, dont environ une vingtaine véritablement reconnus dans la branche.
Selon la taille du club, la fréquence d'ouverture, les horaires de travail,  le matériel utilisé, le type de console ou de logiciel, la présence ou non de vidéo (écrans LED, projections) et d'effets spéciaux (CO2, flammes, artifices, fumées, mousse, etc.), un light jockey est payé entre 60 euros net et 200 euros net par soirées. Certains, et notamment dans les clubs les plus célèbres, sont payés plus de 300 euros net par soirée.  
Les light jockey sont la plupart du temps, salariés "résidents" de leur club, assimilés aux DJ, ou à des véritables techniciens lumières pour les plus gros établissements. Ils peuvent également être rattachés à une société de prestation de services de spectacle vivant ou d'événementiel, et exercer pour les clubs qui souhaitent sous-traiter la partie artistique, maintenance et technique. Certains Light jockey sont de véritables artistes à part entière, de par leur technique de travail et leur personnalité, ils peuvent être freelance ou intermittents du spectacles et être reconnus mondialement. Les plus célèbres d'entre eux peuvent travailler pour des DJ et des festivals de musique électronique.
Plusieurs organismes de formation proposent des formations pour utiliser les logiciels d'éclairage ou encore les consoles d'asservis, ces organismes travaillent essentiellement pour le spectacle vivant et l'événementiel. 
Souvent, un des salariés de l'établissement est choisi pour devenir le LJ et reçoit une formation de base délivrée par l'installateur du système son et lumières. Cette formation est bien souvent insuffisante et le système est donc sous exploité par rapport à ses capacités.
Dans les formations DJ, comme celles délivrées par l'UPCA, le sujet de la lumière est abordé brièvement. 

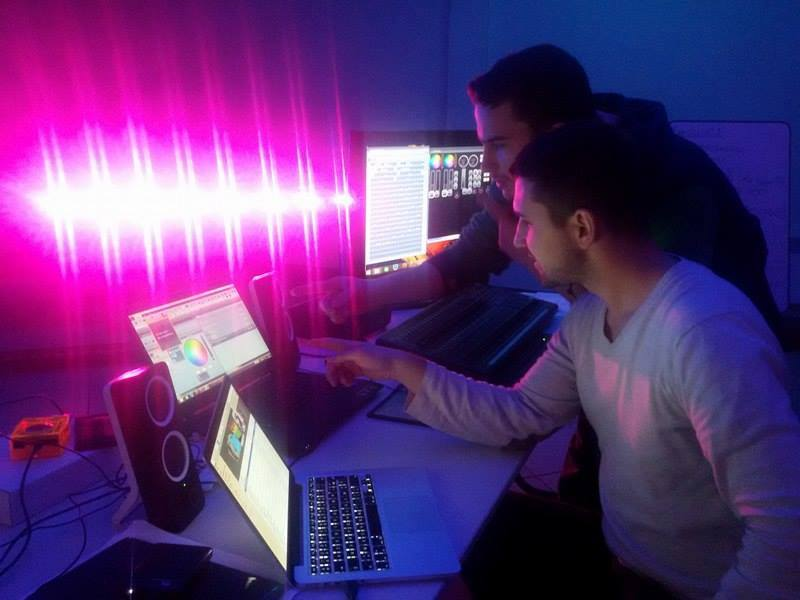

Il existe une école de light jockey basée à Perpignan, qui propose des formations accélérées pour les DJ souhaitant se former, ou bien pour les débutants, issus ou non du spectacle vivant, qui souhaitent exercer ce métier. Cet organisme participe également avec les représentants de la branche professionnelle, à un groupe de travail visant à professionnaliser l'activité de Light Jockey et mieux encadrer la formation et les salaires.

## Évolutions possibles
Avec l'apparition des nouvelles technologies en matière d'audiovisuel, comme les écrans à LED, ou encore le vidéomapping, les light jockey peuvent également se perfectionner dans les métiers de la vidéo ou de l'image. Ils ont ainsi la possibilité de devenir light-video-jockey (LVJ ou VJ). 
Selon l'expérience, il existe également des possibilités pour devenir concepteur technique ou consultant. 
Certains LJ ou VJ restent également au sein de leur entreprise et évoluent vers des postes de directeurs artistiques (DA), (RP) relations publiques, ou encore directeurs d'établissement pour certains. 
Certains LJ cumulent plusieurs fonctions au sein d'un club, souvent, les employeurs apprécient également que le LJ soit DJ.

## Personnalités
- Jacques Rouveyrollis

## Ressources

### Écoles et formations
- UPCA à Lyon
- Association Lighting Jockey France Formations à Perpignan

### Réseaux professionnels
- LJF (Lights Jockey de France)

### Consoles
- Martin M1
- GrandMA 1
- GrandMA 2
- GrandMA 3

### Vidéo et médias serveurs
- Arkaos
- Millumin
- HeavyM
- Resolume
- MadMapper
- Green Hippo LDT
- Madrix

### Laser
- Pangolin

### Contrôleurs informatisés
- Daslight
- Martin Lightjockey 2
- Innovative Designs BlueLite X1
- Sunlite Suite 2
- Sunlite Suite 3
- DMXSoft
- GrandMA  on pc
- MPC
- Jack LIGHT